# 信徒 (电视剧)
《信徒》（英語：Believe，又译《超能少女Bo》）是一部科幻电视剧，该剧于2014年3月10日在全国广播公司播出，5月9日被取消，6月15日结束放映。

## 简介
《Believe》是一部高度概念化的剧集，由华纳兄弟电视制片公司拍摄。该剧来自两个获得奥斯卡奖提名的电影人：Alfonso Cuaron和J.J.Abrams。这是今年第二部获得正式剧集预订并且挂J.J.Abrams的名字开发的剧集。
浮升术（levitation）、心灵致动术（telekinesis）、控制自然甚至预测未来……自从两岁开始，小女孩Bo（Johnny Sequoyah）就拥有这些奇特的能力。她对此既不能完全理解。也不能完全控制。她是被一个小型组织养大的，他们称呼自己「真正的信徒」（True Believer）。她无父无母，养育她的人对她极为谨慎，从不允许不怀好意的外人接触她，更不允许他们利用她的超自然能力达到个人目的。
现在Bo已经10岁了，她的能力变得越来越强，她所面临的危险也越来越大。为了保护她，「真正的信徒」决定求助于这世界上唯一能保护她的人——一个全职「守护者」。这意味着……他们首先得把他从监狱里弄出来。Tate（Jake McLaughlin）蒙冤入狱，被判了死刑。在监狱里的这段时间已经让他失去了意志，他并不情愿跟「真实的信徒」一起走，更不想当什么「守护者」——直到他亲眼目睹Bo众多超凡能力中的一项。Bo能够看透一个人的真实内心：她知道他们是谁，也知道他们日后会变成什么样。
Tate和Bo就这样踏上了一条艰难而惊险的旅程。他们必须付出努力才能赢得彼此的信任——如果他们希望对方信任自己的话。他们从一座城市去往另一座城市，他们待过的每一个地方和接触过的每一个人都会被彻底改变。但他们必须不停向前——因为那些渴望得到Bo的力量的邪恶势力正穷追不舍。要想永远安全？只有期待奇迹的发生。
一个女孩可能掌握着全世界的命运，可谁来掌握她的命运？

## 演员和角色
- Johnny Sequoyah 饰 Bo
- Jake McLaughlin 饰 Tate
- 德尔罗伊·林多 饰 Winter
- 凯尔·麦克拉克伦 饰 Skouras
- 西耶娜·盖尔利 饰 Moore
- 鄭智麟 饰 Channing
- Arian Moayed 饰 Corey
- Tracy Howe 饰 Sparks

## 开发和制作
2012年9月21日阿方索·卡隆和J·J·艾布拉姆斯一同开发一部电视剧，全国广播公司已将该剧买下，2012年12月7日华纳兄弟电视公司单算提前拍摄试映集，尽管全国广播公司还没决定拍摄试映集，另外暂时决定剧名为《Believe》；2013年1月25日全国广播公司宣布拍摄本剧的试映集。
2013年5月9日全国广播公司正式宣布本剧于2013年－2014年播出。5月12日全国广播公司宣布该剧将于2014年冬季在周日晚9点档期播出。
6月19日确定由于创意变化西耶娜·盖尔利饰演的角色不在是常驻角色。

### 选角
2013年2月14日确认Jake McLaughlin将主演本剧饰演保护少女Bo的角色Tate。
2月26日确认德尔罗伊·林多、西耶娜·盖尔利、鄭智麟和Johnny Sequoyah将加盟该剧，德尔罗伊·林多饰演Winter、Johnny Sequoyah饰演主角Bo、鄭智麟饰演为Winter做事的Canning、西耶娜·盖尔利饰演女刺客Moore。
3月4日确认凯尔·麦克拉克伦饰演神秘的亿万富翁Skouras。
3月12日确认Arian Moayed饰演Moore的助手Corey。